# Lepidostoma japenensis
Lepidostoma japenensis is een schietmot uit de familie Lepidostomatidae. De soort komt voor in het Australaziatisch gebied.